# Franciszek Ksawery Dąbrowski
Franciszek Ksawery Dąbrowski pseud. Powała herbu Ogończyk (ur. 1761 w Ponętowie pod Kołem, zm. 18 kwietnia 1839 we Wrzącej Małej) – generał polski, potem rosyjski, w czasie powstania listopadowego prezes powołanej przez Rosjan Komisji Rządu Tymczasowego od lipca do sierpnia 1831.

## Życiorys
Istnieją dwa zupełnie różne wywody jego przodków. Według jednego miał być synem naturalnym podskarbiego wielkiego koronnego Adama Ponińskiego. Inna koncepcja głosi, że jego ojcem był Aleksander Dąbrowski, dworzanin Franciszka Salezego Potockiego, morderca Gertrudy Komorowskiej. Według akt rodzinnych był synem Józefa Dąbrowskiego konfederata barskiego i nieznanej z imienia matki primo voto Kanigowskiej secundo voto Wróblewskiej, oskarżanej o zamordowanie poprzedniego męża.
W 1792 mianowany pułkownikiem. Brał udział w powstaniu kościuszkowskim, organizował struktury powstańcze w powiecie konińskim. 27 sierpnia mianowany generałem tego powiatu. Zbiegł z pruskiej niewoli, następnie działał na emigracji. W 1796 z ramienia Deputacji Polskiej organizował konspirację w Galicji, potem przygotowywał na Wołoszczyźnie oddziały w celu wtargnięcia do zaboru austriackiego i rosyjskiego i wywołania powstania.
Dalsza jego kariera obfituje w momenty, rzucające niekorzystne światło na jego uczciwość osobistą. Gdy inni przywódcy emigracji sprzeciwili się tym karkołomnym planom, Dąbrowski wyjednał sobie amnestię u cara Pawła i przeszedł na służbę rosyjską w stopniu generała-majora z pensją 700 rubli rocznie. 28 stycznia 1799 awansowany do stopnia generała-lejtnanta. Dokonał na tym stanowisku wielu malwersacji finansowych, dostając przy tym wysokie gratyfikacje za denuncjowanie Rosjanom członków polskich organizacji patriotycznych. Aresztowany za głośne skandale natury erotycznej, osadzony w więzieniu pod Rygą, amnestionowany w 1801 przez nowego cara Aleksandra I, uzyskał od niego doraźną zapomogę w wysokości 47 000 rubli. W 1804 wyjechał do Moskwy, gdzie napisał antypolską broszurę Recherches politiques et militaire sur décadence de la Pologne (drukowane w Moskwie w 1809, wznawiane tamże w 1810, 1819). Kolejny raz aresztowany za ekscesy, został zesłany.
Jako szpieg-prowokator przeniknął w szeregi powstańców listopadowych, zyskując zaufanie samego Maurycego Mochnackiego. Podburzał frakcję radykalną przeciwko dyktaturze generała Józefa Chłopickiego. Z chwilą gdy jego działalność zaczynała budzić podejrzenia, zbiegł pod opiekę rosyjskiego konsula w Poznaniu. 13 lipca 1831 feldmarszałek Iwan Paskiewicz mianował go naczelnikiem Rządu Tymczasowego oswobodzonych prowincji Królestwa Polskiego z siedzibą w Raciążku a następnie w Łowiczu. Pełniąc tę funkcję do października zdefraudował pieniądze publiczne, pochodzące z dochodów z ceł. Zdymisjonowany z pensją dożywotnią 10 000 rubli rocznie.
Jego symboliczny grobowiec znajduje się w podziemiach kościoła klasztornego bernardynów w Kole.